# یان برایس
یان برایس (انگلیسی: Ian Bryce؛ زادهٔ ۱۹۵۶ میلادی) یک تهیه‌کننده اهل بریتانیا است. او کارش را به‌عنوان دستیار تولید در فیلم بازگشت جدای آغاز کرد. برایس اکنون با دو فرزندش، الکس و مک و همسرش تیلور، در لس آنجلس، کالیفرنیا زندگی می‌کند.

## فیلم‌شناسی
- بازگشت جدای (۱۹۸۳) (دستیار تولید)
- ایندیانا جونز و معبد مرگ (۱۹۸۴) (دستیار دوم کارگردان)
- چه کسی برای راجر رابیت پاپوش دوخت؟ (۱۹۸۸) (مدیر تولید)
- ایندیانا جونز و آخرین جنگ صلیبی (۱۹۸۹) (مدیر تولید)
- سرزمین رؤیاها (۱۹۸۹) (مدیر تولید)
- بازگشت بتمن (۱۹۹۲) (تهیه‌کننده اجرایی)
- سرعت (۱۹۹۴) (تهیه‌کننده اجرایی)
- گردباد (۱۹۹۶) (تهیه‌کننده)
- نجات سرباز رایان (۱۹۹۸) (تهیه‌کننده)
- تقریباً مشهور (۲۰۰۰) (تهیه‌کننده)
- مرد عنکبوتی (۲۰۰۲) (تهیه‌کننده)
- اشک‌های خورشید (۲۰۰۳ (تهیه‌کننده)
- جزیره (۲۰۰۵) (تهیه‌کننده)
- تبدیل‌شوندگان (۲۰۰۷) (تهیه‌کننده)
- هنکاک (۲۰۰۸) (تهیه‌کننده اجرایی)
- تبدیل‌شوندگان: انتقام فالن (۲۰۰۹) (تهیه‌کننده)
- تبدیل‌شوندگان: نیمه تاریک ماه (۲۰۱۱) (تهیه‌کننده)
- رنج و گنج (۲۰۱۳) (تهیه‌کننده)
- جنگ جهانی زد (۲۰۱۳) (تهیه‌کننده)
- تبدیل‌شوندگان: عصر انقراض (۲۰۱۴) (تهیه‌کننده)
- لاک‌پشت‌های نینجای نوجوان جهش‌یافته (۲۰۱۴) (تهیه‌کننده)